# Cartucho de cuarto de pulgada

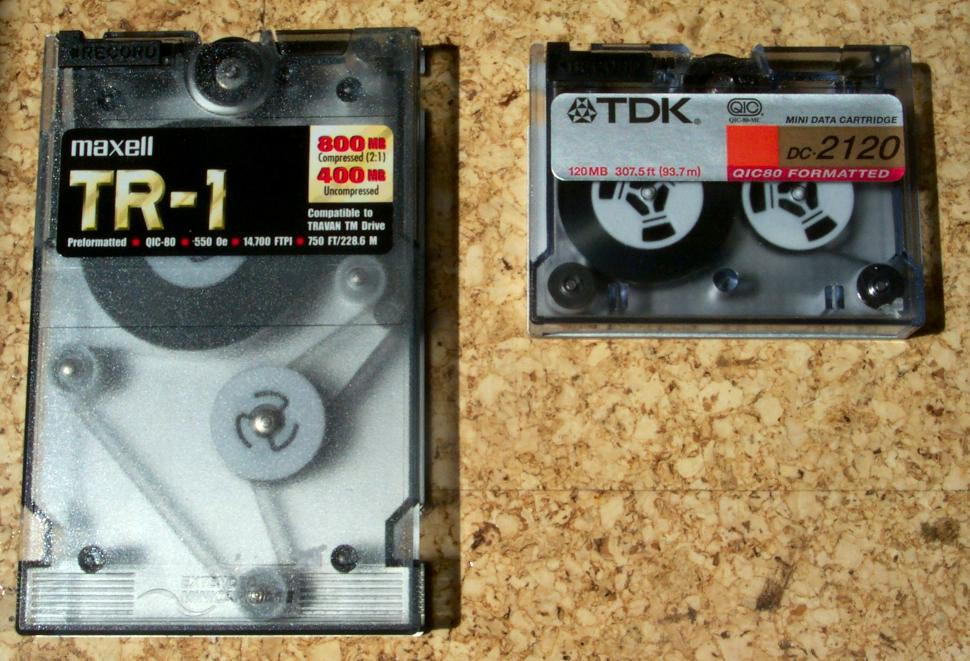
Cartuchos de cuarto de pulgada.

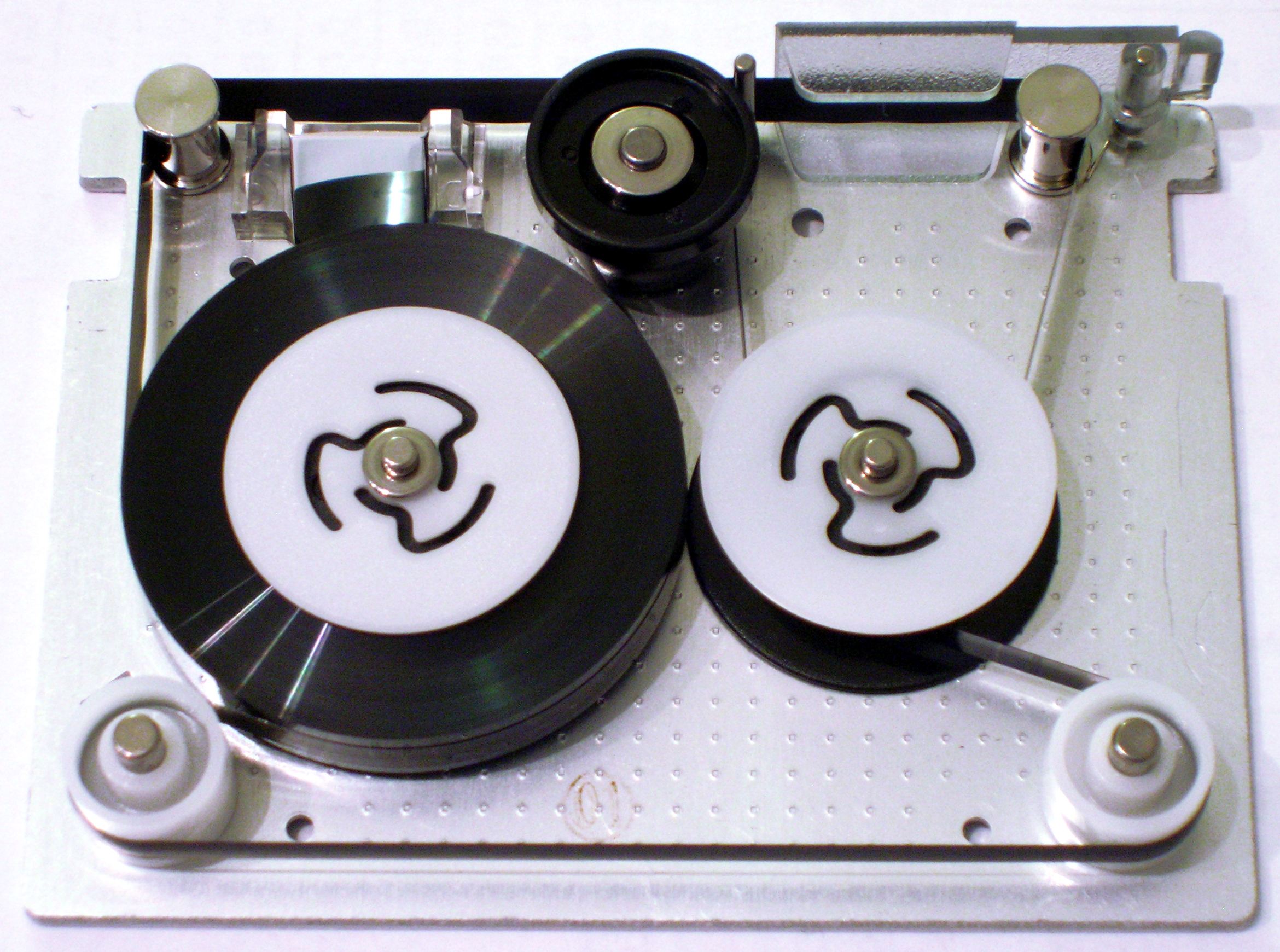
QIC abierta con cinta.

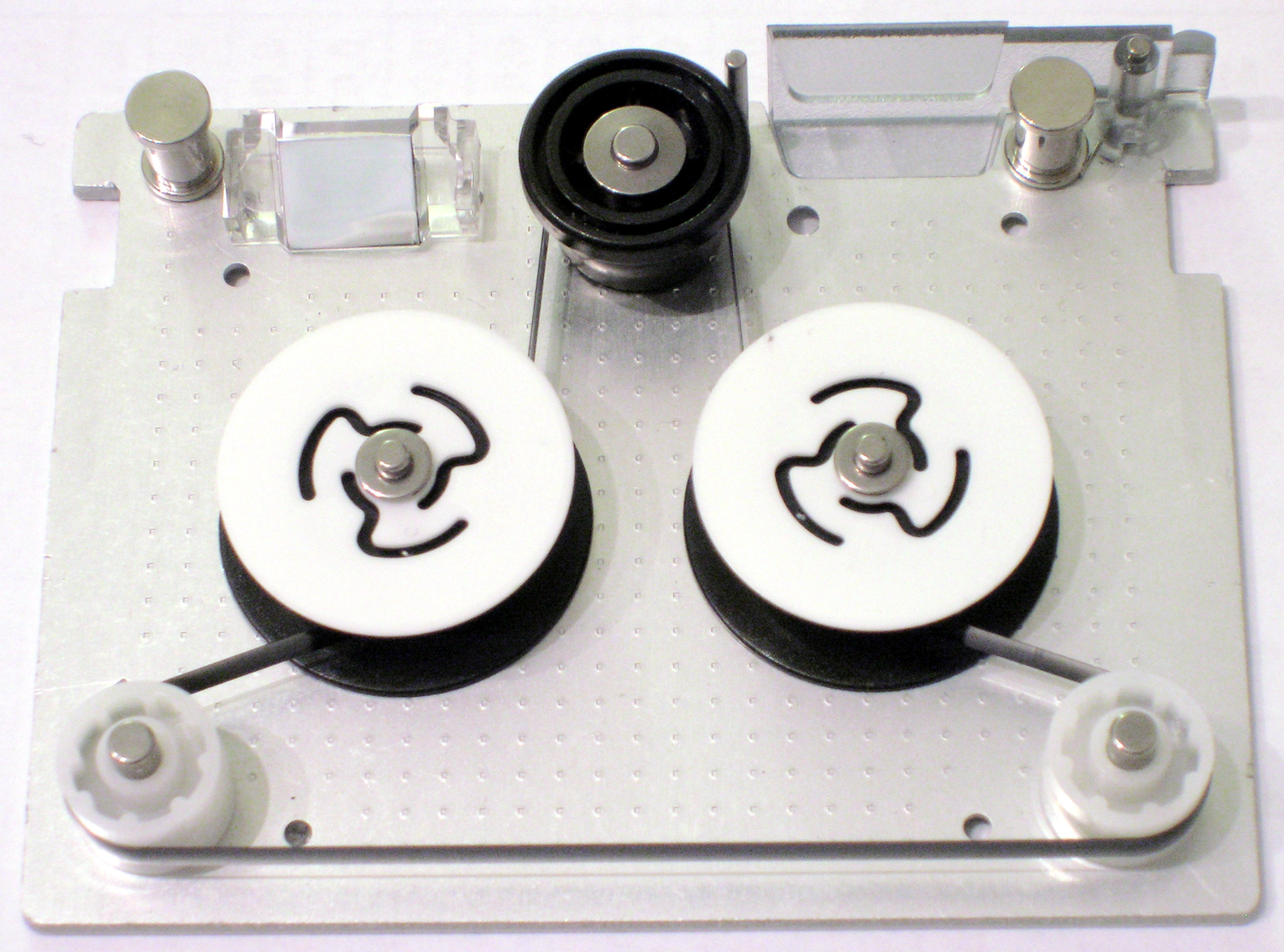
QIC abierta sin cinta.

El cartucho de cuarto de pulgada, del inglés Quarter-Inch Cartridge (QIC), es un antiguo sistema de cinta magnética utilizado para copias de seguridad (backups) y archivo de datos con una capacidad de hasta 20000 megabytes (MB).
Utiliza casetes de una longitud de cinta magnética de hasta 460 m y 6,5 mm (¼ pulgada) de ancho.
Los pequeños Mini QIC o también casetes mini DC (también conocidos como Travan) no tienen ningún casete QIC en versiones posteriores (QIC Wide) al tratarse de cinta de 8 mm.
La normalización de QIC la lleva a cabo Quarter-Inch Cartridge Drive Standards, Inc., una unión internacional de fabricantes de medios y unidades de disco.

## Formatos
| Formato  | Capacidad (MB) | Transmisión (KB/s) | Tracks |
| -------- | -------------- | ------------------ | ------ |
| QIC-80   | 80-500         | 62,5               | 28/36  |
| TR-1     | 400            | 62,5               | 36     |
| QIC-3010 | 340            | 62,5               | 40/50  |
| TR-2     | 800            | 62,5               | 50     |
| QIC-3020 | 670            | 62,5               | 40/50  |
| TR-3     | 1600           | 125                | 50     |
| QIC-3080 | 1200-1600      | 125                | 60/72  |
| TR-4     | 4000           | 1024               | 72     |
| QIC-3095 | 4000           | 1024               | 72     |
| TR-5     | 10000          | 2048               | 108    |
| TR-7     | 20000          | 4096               | 108    |